# فيلوخوروس
فيلوخوروس الأثيني هو مؤرخ عاش خلال القرن الثالث قبل الميلاد، وكان من عائلة من الكهنة وكان عرافا ومفسر علامات ورجلا ذا نفوذ واضح، وكان في السياسة ذا عداء واضح للمقدونيين وعدوا لدودا لديمتريوس بوليوركيتس، وعندما قام ابن الأخير، أنتيغونوس غوناتاس، بحصار أثينا والاستيلاء عليها عام 261 ق م، تم إعدام فيلوخوروس لدعمه بطليموس فيلادلفوس ملك مصر الذي شجع الأثينيين على مقاومتهم لمقدونيا.
تم جمع تحقيقاته حول أعراف وعادات أهل أتيكا في 17 كتاب، وتكلمت عن تاريخ أثينا من أقدم الزمان إلى العام 262 ق م، وأعماله محفوظة بين علماء اللغة والمدققين وغيرهم، وهذه الأعمال لخّصها الكاتب بنفسه ولخّصها لاحقا أسينيوس بوليو من تراليس (وهو على الأغلب عبد اعتق من قبل غايوس أسينيوس بوليو)، وكان فيلارخوس قد كتب أيضا عن الكهانة والأضحيات وغيرها من المواضيع الدينية وكتب والأساطير والملاحظات الدينية في أتيكا وأساطير سوفوكليس وسيرة يوربيدس وفيثاغورس وجمع قوائم تاريخية للأرخون (الحكام الأعلى في أثينا القديمة) والأولمبيادات وجمع مجموعة من النقوش الأتيكية وهي الأولى من نوعها في اليونان.